# Denver International Airport

i7
i11
i13
Der Denver International Airport (kurz DIA, IATA-Code: DEN, ICAO-Code: KDEN) ist ein internationaler Verkehrsflughafen knapp 40 Kilometer nordöstlich der Innenstadt von Denver in den USA. Er ist, gemessen an der Grundfläche, nach dem Flughafen Dammam der zweitgrößte Flughafen weltweit und, gemessen am Verkehrsaufkommen im Jahr 2022, der drittgrößte US-Flughafen nach Atlanta und Dallas/Fort Worth. Weltweit lag er 2022 ebenfalls auf Rang 3. Er dient als Drehkreuz für United Airlines und Frontier Airlines sowie als Basis für Southwest Airlines. 2022 nutzten 69,3 Millionen Passagiere den Flughafen.

## Geschichte
DIA ersetzte 1995 den alten Stapleton International Airport und ist damit einer der jüngsten US-amerikanischen Flughäfen. Der Bau geht zurück auf eine Initiative des Bürgermeisters von Denver und späteren US-Verkehrsministers Federico Peña, um weitere Lärmbelästigungen im Stadtgebiet von Denver zu unterbinden. Außerdem erreichte Stapleton seinerzeit seine Kapazitätsgrenzen und sorgte wegen der teilweise extremen Wetterlagen und seiner Knotenfunktion im amerikanischen Luftverkehrssystem für häufige Verspätungen. Um das Vorhaben realisieren zu können, wurde im Jahr 1989 ein Teil des Nachbarkreises Adams County der Stadt Denver übertragen. Die Stadt Denver wurde damit um 50 Prozent vergrößert. Zur Erinnerung an diese Bemühungen um Denver wurde die Zufahrtsstraße des Flughafens nach Federico Peña (Peña Boulevard) benannt.
Die Eröffnung des neuen Flughafens, die ursprünglich 1993 vorgesehen war, verzögerte sich um über ein Jahr, da vor allem das vollautomatische Gepäckbeförderungssystem bei Tests massive Fehler verursachte. Trotz einer Überarbeitung, die 16 Monate beanspruchte, wurde der Flughafen schließlich mit weitgehend manueller Gepäckabfertigung in Betrieb genommen. Lediglich United Airlines betrieb zu Teilen das ursprünglich gebaute System für seine abgehenden Flüge, stellte es im Jahr 2005 jedoch endgültig ab.
Zum Zeitpunkt der Planung und des Baus des Flughafens betrieben mit Continental Airlines und United Airlines zwei Fluggesellschaften ein Drehkreuz in Denver. Da Continental sich jedoch im Rahmen eines Insolvenzverfahrens 1994 weitgehend aus Denver zurückzog und den Hub aufgab, war United Airlines bei der Eröffnung die einzige Fluggesellschaft, die ein Drehkreuz in Denver betrieb. Das Layout der Terminals ist diesem Umstand bis heute geschuldet, da der Flughafen so konzipiert war, dass Concourse A exklusiv für Continental Airlines und Concourse B für United Airlines gebaut wurde, nachdem Continental bei einem Losentscheid den Zuschlag für den attraktiveren, da näher am Hauptgebäude liegenden Flugsteigbereich A zugesprochen bekommen hatte.
Seit der Eröffnung haben sich viele Logistikzentren in der Nähe des Flughafens niedergelassen. Sogenannte „Ambassadors“, einheitlich bekleidete Flughafenbedienstete, helfen den 160.000 Fluggästen pro Tag, sich im Flughafen zurechtzufinden. Dieses System der persönlichen Wegführung und -begleitung wurde von vielen Flughäfen übernommen.
1997 wurde der Flughafen mit dem Outstanding Civil Engineering Achievement Award der American Society of Civil Engineers (ASCE) ausgezeichnet.

## Allgemein
Der Flughafen Denver, betrieben vom City & County of Denver Department of Aviation ist, gemessen an der Fläche, die er belegt, der zweitgrößte Flughafen der Welt. Denvers sechste Runway mit der Bezeichnung 16R/34L ist die größte kommerziell genutzte Start- und Landebahn in Nordamerika. Die Länge von 4877 Metern war nötig, um das Starten von voll beladenen Boeing 747 oder Airbus A380 bei hohen Außentemperaturen zu ermöglichen; insbesondere in den Sommermonaten steigt in Verbindung mit der Höhe des Flughafens über dem Meeresspiegel die Dichtehöhe, wodurch die Triebwerke weniger Schub produzieren.
Mit einer Fläche von 137,8 km² übertrifft der Flughafen das Doppelte der Fläche von Manhattan, ebenso wie die Fläche von Städten wie Boston, San Francisco und Miami. Aufgrund seiner enormen Fläche kann der Flughafen auch untypische Geschäftsfelder betreiben. So förderte der Flughafen bis Mai 2018 Erdöl auf dem Gelände. Der Flughafen verfügt über mehr als 44.000 Parkplätze. Parkplatzbetreiber ist Conduent. Auf dem Gelände befinden sich drei Solaranlagen mit einer jährlich Produktion von etwa 13 Millionen kWh Strom, was etwa 6 % des Strombedarfs des Flughafens entspricht. Eine vierte Solaranlage befindet sich in Bau.
DIA verfügt über ein voll ausgebautes Wi-Fi-Netzwerk, welches von AT&T betrieben wird. Weiterhin sind in den Lounges von United Airlines, American Airlines und Delta Airlines T-Mobile Hotspots verfügbar.

## Ausstattung

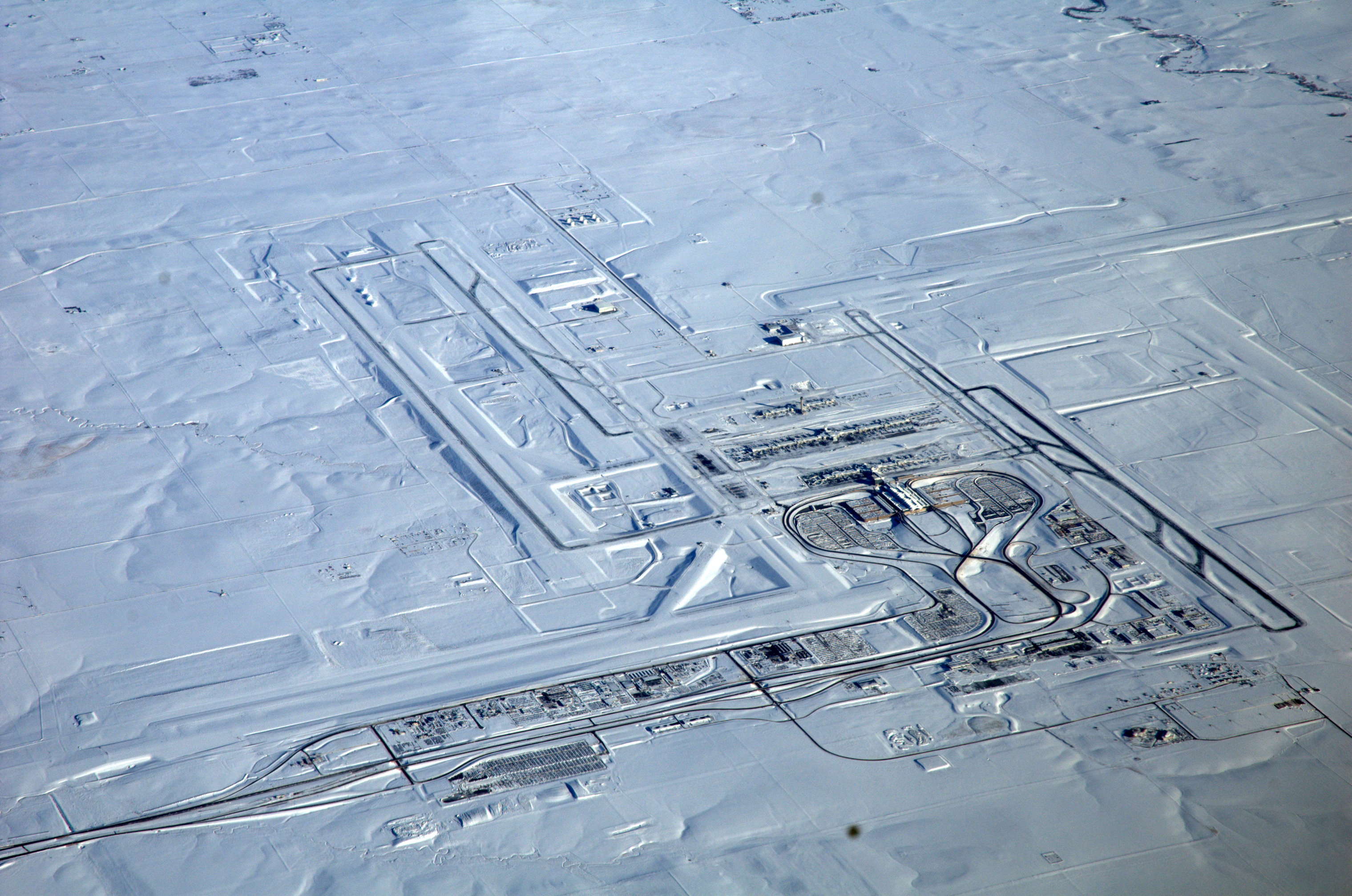
Luftaufnahme im Winter

Der Flughafen besteht aus einem Terminalgebäude, in dem der Check-in-Bereich für alle Fluggesellschaften, Sicherheitskontrolle der Passagiere, Gepäckausgabe, Schalter der Autoverleiher sowie diverse Gastronomiebetriebe und Geschäfte untergebracht sind. Nördlich des Terminalgebäudes befinden sich die Hallen A bis C (Concourse A, B, C), die die Fluggastbrücken zu den Flugzeugen beherbergen. Das Terminalgebäude und die Hallen sind durch einen unterirdisch geführten fahrerlosen Zug verbunden. Die Zugstrecke mit insgesamt vier Stationen beträgt etwa 2 km (1,25 Meilen). Concourse A kann zusätzlich über eine 365 Fuß lange verglaste Fußgängerbrücke erreicht werden. Vor der Fußgängerbrücke befindet sich ein eigener Sicherheitsbereich. Ankommende internationale Fluggäste werden über diese Brücke zur Zoll- und Grenzabfertigung im Hauptgebäude geleitet.
Das Terminalgebäude ist nach dem Geschäftsmann und Flugpionier Elrey B. Jeppesen benannt, dem Gründer von Jeppesen Inc. in Englewood, Colorado, welche die ersten Navigationskarten herausbrachte.
Im August 2017 stimmte der Stadtrat von Denver einem Vertrag zwischen dem Flughafen und dem Great Halls Partners Konsortium (Ferrovial, Saunders Construction, Magic Johnson Enterprises/Loop Capital) zu. Im Rahmen des sogenannten Great-Hall-Projektes soll das Terminalgebäude für 650 Millionen US-Dollar saniert und umgebaut werden. Die Sicherheitskontrolle soll dabei von Ebene 5 auf Ebene 6 verlegt werden und hinter kugelsicherem Glas untergebracht werden. Etwa 1/3 der Fläche auf Ebene 6 soll für den Sicherheitsbereich genutzt werden. Die Check-in-Schalter der Fluggesellschaften sollen auf Ebene 6 verbleiben und den geänderten Anforderungen angepasst werden. Es sollen 176 Schalter und 224 Selbstbedienungsautomaten entstehen. Auf Ebene 5 sollen auf der Seite der internationalen Ankunft und auf der gegenüberliegenden Seite jeweils ein Wartebereich mit Geschäften, Restaurants und Sitzgelegenheiten entstehen. Der Bereich dazwischen wird ebenfalls mit Geschäften und Restaurants auf etwa 3.400 m² Fläche ausgelegt und den Passagieren nach Passieren der Sicherheitskontrollen und vor Besteigen des Zugs zum Abflugterminal zur Verfügung stehen.
Im Rahmen dieser öffentlich-privaten Partnerschaft (ÖPP) war vereinbart, den Betrieb des Terminals für einen Zeitraum von 30 Jahren an Great Hall Partners abzugeben. Das Konsortium hätte jährlich 24 Millionen US-Dollar für Instandhaltungs- und Finanzierungskosten erhalten. Die gesamten Zahlungen für die Laufzeit des Vertrages beliefen sich auf 1,2 Mrd. US-Dollar. 80 % der Pachteinnahmen im Terminalbereich wären beim Flughafen verblieben, der Rest wäre an Great Hall Partners gezahlt worden. Im Rahmen der Bauarbeiten stellten sich Schwierigkeiten ein. So behauptete Great Hall Partners, dass man in der Altbausubstanz auf minderwertigen Beton gestoßen sei, der aufwendig saniert werden müsse. Ein vom Flughafen bestellter Gutachter, bestätigte unterschiedliche Betonqualitäten, sah jedoch keine statischen Probleme. Es war abzusehen, dass Great Hall Partners entsprechende finanzielle Nachforderungen stellen würde. Am 12. August 2019 kündigte der Stadtkreis Denver den Vertrag mit Wirkung zum 12. November 2019. Der Flughafen will das Projekt nun in eigener Verantwortung fortführen. Der Great Hall Partners steht laut Vertragsbedingungen eine Entschädigung von mindestens 200 Mio. US-Dollar zu. Inzwischen wurde von der Stadt eine Neuvergabe durchgeführt und es wird mit einer Bauzeit bis 2024 gerechnet.

## Flugsteige
Denver verfügt über drei sogenannte Concourses (A, B und C) mit insgesamt 111 Gate-Positionen.
Concourse A ist der südlichste von ihnen. Größte Nutzer sind Frontier Airlines, United Airlines und Delta Airlines. Auch internationale Flüge von Lufthansa, British Airways, Air Canada, Icelandair, Volaris, Edelweiss, Cayman Airways, Norwegian und Aeroméxico werden hier abgefertigt.
Weiter nördlich ist Concourse B anzutreffen, der größte des Flughafens. Hier starten hauptsächlich Flüge von United Airlines. Der nördlichste und kleinste Concourse ist Concourse C. Hier befinden sich die Gates von Alaska Airlines und Southwest Airlines. Es besteht die Option, zwei weitere Concourses, D und E sowie ein weiteres Terminal zu bauen.
Im November 2017 wurde dem Stadtrat von Denver der Plan und die Verträge zum Ausbau der Flugsteige in allen drei Concourses zur Zustimmung vorgelegt. Insgesamt sollen bis 2021 für Kosten von 1,5 Mrd. US-Dollar 39 neue Flugsteige gebaut werden. Dadurch soll die Kapazität des Flughafens auf 80 Millionen Passagiere pro Jahr gesteigert werden. Das Projekt und die dazugehörigen Architekten- und Bauverträge wurden am 13. November 2017 vom Stadtrat einstimmig genehmigt. Der offizielle Baubeginn erfolgte am 29. Mai 2018. Mit Ausnahme der Erweiterung des Concourse A-East, sind die Arbeiten inzwischen abgeschlossen. Die Kosten werden nunmehr auf 2,3 Mrd. US-Dollar geschätzt. Inzwischen plant der Flughafen bis 2045 weitere 100 Gates in vier neuen Concourses zu errichten und so bis zu 120 Millionen Passagiere abfertigen zu können.

## Verkehrsanbindung
Bei seiner Eröffnung war der Flughafen nur über die extra angelegte Zubringerstraße zu erreichen, die von der Autobahn I-70 abzweigt. Inzwischen wurde der Autobahnring E-470 gebaut, der eine weitere Erschließungsmöglichkeit bietet.
Im Rahmen des FasTracks-Projektes wurde auch eine Anbindung per Schnellbahn (Höchstgeschwindigkeit 79 Meilen pro Stunde. / 127 km/h) durch die A Line im April 2016 in Betrieb genommen. Die Linie wird von der Union Station im Stadtzentrum zunächst bis zur Blake Street geführt, biegt dort nach Westen auf die Smith Road parallel zur I70 ein, um schließlich entlang des Peña Boulevards zum Flughafen zu führen. Zwischen den Endhalten gibt es insgesamt 6 Stationen, wobei an Peoria eine Umsteigemöglichkeit zur nach Süden verlaufenden R Line besteht. Die Züge fahren täglich im 15-Minuten-Takt (an den Tagesrändern halbstündlich) und benötigen für die 23 Meilen (37 km) lange Gesamtstrecke bis zur Union Station 37 Minuten. Ein Tagesticket für die Tarifzone zum Airport kostet 10,50 USD und berechtigt zu beliebig vielen Fahrten am Ausstellungstag im gesamten Verkehrsgebiet des regionalen Verkehrsverbundes RTD. Der Kauf eines Einzelfahrscheines kostet ebenfalls 10,50 USD.
Am Flughafen wurde seit 2013 ein Transit- und Hotelzentrum bestehend aus einem Nahverkehrszentrum mit Bahnhof und Busterminal sowie einem Westin-Hotel mit 519 Zimmern und 35 Suiten errichtet. Daran angeschlossen wurde eine Public Plaza genannte Veranstaltungs- und Ausstellungshalle gebaut. Die Projektkosten belaufen sich auf 598 Mio. USD. Das Hotel wurde am 19. November 2015 eröffnet.

## Daten

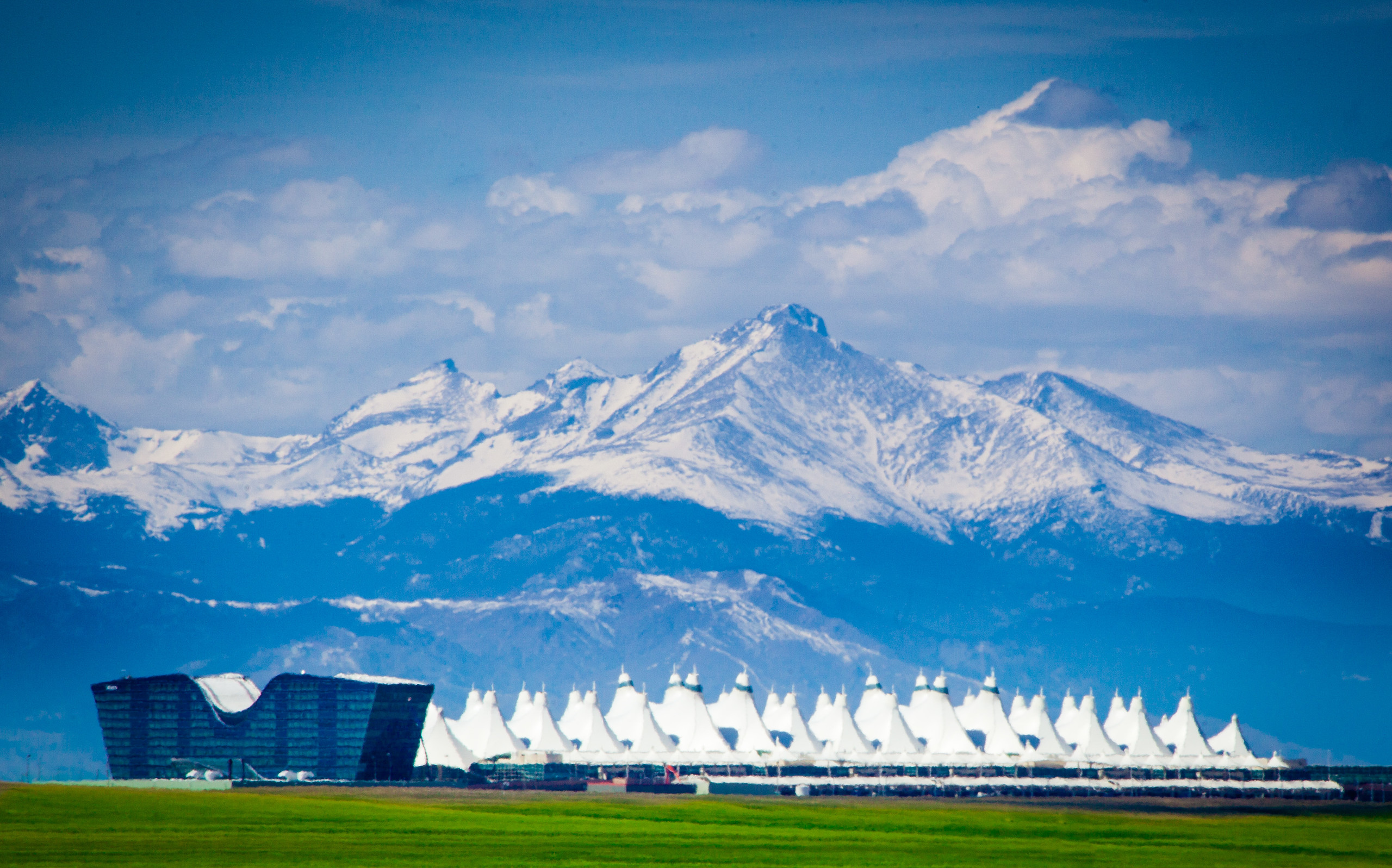
Das Zeltdach ist das Wahrzeichen des DIA. Im Hintergrund der Longs Peak (4346 m)

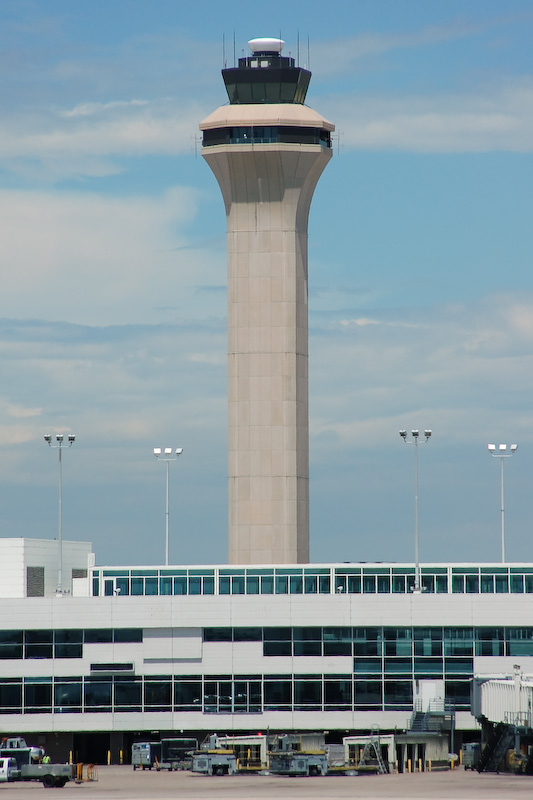
Tower

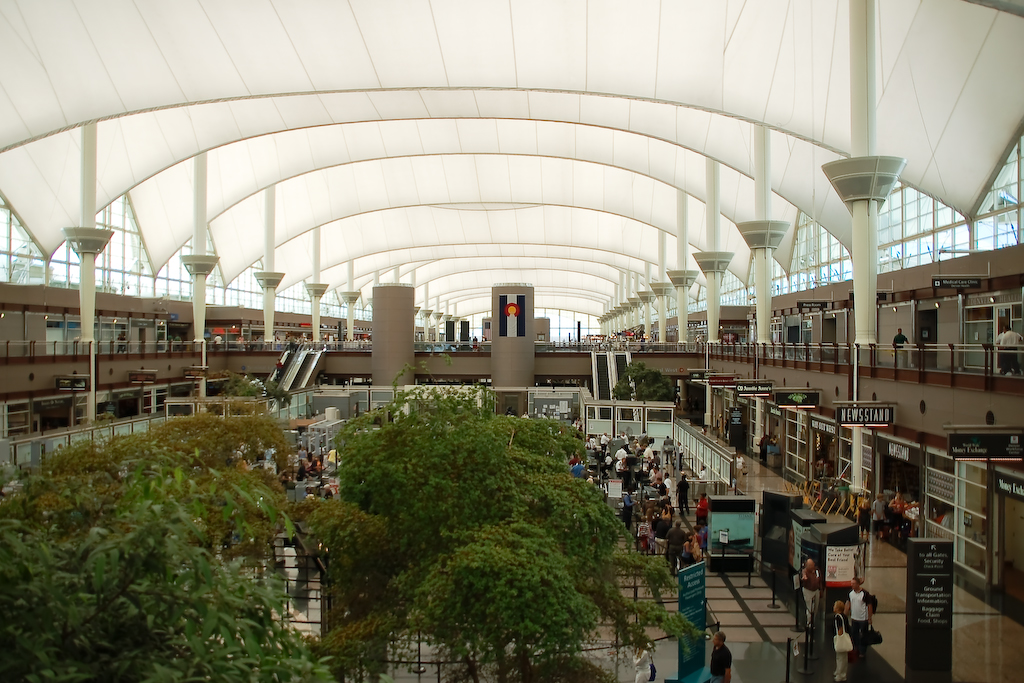
Terminal

Entworfen wurde der neue Flughafen von den Architekten Curtis Fentress und James Bradburn. Die Ingenieurplanung des Stoffdaches übernahm der Ingenieur Horst Berger als Berater von Severud Associates. In Anspielung auf die nahe gelegenen Rocky Mountains wurde das Dach des Passagierterminals mit 34 symbolischen Bergspitzen aus lichtdurchlässigem und nahezu selbstreinigendem teflonbeschichteten Fibersegeltuch in zwei Lagen versehen. Dazwischen befindet sich ein 40 cm starkes Luftpolster. Bis zu 80 cm bewegen sich die Dachspitzen im Wind. Das Dach ist für Fentress der architektonische Höhepunkt seines Berufslebens. Es ist ein bekanntes Beispiel für die Leichtbauweise in den USA.
Insgesamt umfasst der Flughafen 13.727 Hektar mit sechs Start- und Landebahnen. Davon sind fünf je 3658 Meter und eine 4870 Meter lang. Drei Runways haben einen Abstand von mindestens 1310 Metern (4300 feet) und lassen damit einen parallelen Betrieb auch unter schlechten Sichtbedingungen zu. Abgefertigt werden die Passagiere an 147 Fluggaststeigen, wovon 107 über Fluggastbrücken verfügen.

## Flugziele und Fluggesellschaften
Im Jahr 2021 starteten oder landeten knapp 58,8 Millionen Passagiere am Denver International Airport. Davon entfielen 1,90 Millionen (3,23 %) Passagiere auf internationale Flüge.
Insgesamt war Denver im Sommer 2022 non-stop mit 193 Inlandszielen und 26 internationalen Zielen in Asien, Europa und Nordamerika verbunden, zum Teil werden die Flüge nur saisonal verbunden.
Im deutschsprachigen Raum werden Frankfurt und München von der Lufthansa sowie Zürich von der Fluggesellschaft Edelweiß angeflogen.
Im Jahr 2021 waren die wichtigsten Fluggesellschaften (nach beförderten Passagieren) United Airlines (mit United Express) (43,88 %), Southwest Airlines (31,58 %) und Frontier (10,94 %).

## Verkehrszahlen
| Jahr | Fluggastaufkommen | Fluggastaufkommen | Fluggastaufkommen | Luftfracht (Tonnen) | Luftpost (Tonnen) | Flugbewegungen (mit Militär) |
| Jahr | National          | International     | Gesamt            | Luftfracht (Tonnen) | Luftpost (Tonnen) | Flugbewegungen (mit Militär) |
| ---- | ----------------- | ----------------- | ----------------- | ------------------- | ----------------- | ---------------------------- |
| 2022 | 65.964.533        | 3.321.928         | 69.286.461        | 361.945             | 25.110            | 615.733                      |
| 2021 | 56.927.108        | 1.901.444         | 58.828.552        | 278.881             | 26.515            | 593.916                      |
| 2020 | 32.792.080        | 949.049           | 33.741.129        | 278.424             | 21.443            | 442.571                      |
| 2019 | 65.840.504        | 3.175.199         | 69.015.703        | 284.744             | 20.059            | 640.098                      |
| 2018 | 61.543.762        | 2.950.851         | 64.494.613        | 253.698             | 24.622            | 603.403                      |
| 2017 | 58.787.744        | 2.591.652         | 61.379.396        | 238.203             | 27.082            | 582.486                      |
| 2016 | 55.962.262        | 2.304.253         | 58.266.515        | 228.675             | 21.546            | 572.520                      |
| 2015 | 51.821.889        | 2.192.613         | 54.014.502        | 222.618             | 24.946            | 547.648                      |
| 2014 | 51.264.305        | 2.208.209         | 53.472.514        | 220.708             | 14.903            | 575.161                      |
| 2013 | 50.592.697        | 1.963.662         | 52.556.359        | 213.242             | 13.073            | 586.860                      |
| 2012 | 51.426.550        | 1.729.728         | 53.156.278        | 221.375             | 15.306            | 618.257                      |
| 2011 | 51.134.947        | 1.714.185         | 52.849.132        | 232.140             | 16.044            | 634.680                      |
| 2010 | 50.064.738        | 1.920.300         | 51.985.038        | 234.824             | 17.004            | 635.445                      |
| 2009 | 48.276.054        | 1.891.431         | 50.167.485        | 212.365             | 12.056            | 611.977                      |
| 2008 | 49.045.298        | 2.200.036         | 51.245.334        | 239.069             | 11.976            | 625.844                      |
| 2007 | 47.673.289        | 2.190.063         | 49.863.352        | 260.329             | 7.019             | 619.314                      |
| 2006 | 45.422.184        | 1.904.322         | 47.326.506        | 263.180             | 18.798            | 609.517                      |
| 2005 | 41.780.829        | 1.606.540         | 43.387.369        | 279.239             | 30.672            | 567.558                      |
| 2004 | 41.063.873        | 1.212.040         | 42.275.913        | 281.686             | 35.750            | 566.521                      |
| 2003 | 36.559.949        | 945.318           | 37.505.267        | 276.734             | 48.728            | 510.275                      |
| 2002 | 34.880.077        | 772.007           | 35.652.084        | 288.615             | 43.351            | 509.229                      |
| 2001 | 35.261.142        | 831.664           | 36.092.806        | 255.645             | 103.059           | 507.736                      |
| 2000 | 37.889.593        | 862.094           | 38.751.687        | 306.757             | 164.849           | 528.509                      |
| 1999 | 37.310.478        | 723.539           | 38.034.017        | 306.321             | 161.419           | 500.451                      |
| 1998 | 36.331.191        | 500.209           | 36.831.400        | 293.378             | 153.985           | 473.332                      |
| 1997 | 34.576.202        | 393.635           | 34.969.837        | 294.296             | 143.008           | 493.314                      |
| 1996 | 31.964.337        | 331.837           | 32.296.174        | 261.343             | 128.623           | 453.119                      |

### Verkehrsreichste Strecken
| Rang | Stadt                             | Passagiere | Fluggesellschaften                              |
| ---- | --------------------------------- | ---------- | ----------------------------------------------- |
| 01   | Phoenix-Sky Harbor, Arizona       | 987.740    | American, Frontier, Southwest, United           |
| 02   | Chicago–O’Hare, Illinois          | 905.520    | American, Southwest, United                     |
| 03   | Las Vegas, Nevada                 | 895.380    | Frontier, Southwest, Spirit, United             |
| 04   | Los Angeles, Kalifornien          | 823.300    | American, Delta, Southwest, Spirit, United      |
| 05   | Atlanta, Georgia                  | 744.110    | Delta, Frontier, Southwest, United              |
| 06   | Seattle-Tacoma, Washington        | 733.530    | Alaska, Delta, Frontier, Southwest, United      |
| 07   | Houston–Intercontinental, Texas   | 727.640    | Frontier, Southwest, Spirit, United             |
| 08   | Dallas/Fort Worth, Texas          | 726.050    | American, Frontier, United                      |
| 09   | Salt Lake City, Utah              | 681.920    | Delta, Frontier, Southwest, United              |
| 10   | Minneapolis/Saint Paul, Minnesota | 634.140    | Delta, Frontier, Southwest, Sun Country, United |

## Zwischenfälle
- Am 5. September 2001 kam es bei der Betankung einer Boeing 777-236ER der British Airways (Luftfahrzeugkennzeichen G-VIIK) zu einem tödlichen Zwischenfall, als sich ein Tankschlauch löste. Aus diesem trat in der Folge unkontrolliert Kerosin aus, gleichzeitig entzündeten sich Kerosindämpfe. Durch den anschließenden Brand erlitt ein Mitarbeiter des Bodenpersonals schwere Verletzungen, an denen er sechs Tage später starb (siehe auch British-Airways-Flug 2019).[33]
- Am 20. Dezember 2008 wurde eine Boeing 737-500 der Continental Airlines (N18611) beim Start vom Flughafen Denver von einem starken Seitenwind erfasst. Die Maschine brach nach links aus, wobei sie kurz vom Boden abhob und dann wieder aufschlug. Beim Aufschlag brach der Rumpf, das Fahrwerk und das linke Triebwerk wurden abgerissen. Im Bereich des rechten Triebwerks brach ein Brand aus, durch den die Maschine stark beschädigt wurde. Es befanden sich 115 Menschen an Bord, von denen 47 verletzt wurden. Die Maschine wurde irreparabel beschädigt.[34]

## Kunstobjekte am Flughafen
Auf dem Gelände bzw. in den Gebäuden des Denver International Airport befinden sich zahlreiche auffällige Kunstobjekte. Dazu zählen Dioramen, Gemälde und Skulpturen (darunter auch groteske Wesen wie Gargoyles), wie beispielsweise die bereits 1995 präsentierte mehrteilige Wandmalerei Children of the World Dream of Peace von Leo Tanguma oder eine etwa 10 Meter hohe Statue aus Fiberglas mit dem Titel Blue Mustang. Die Skulptur stellt ein blaues Wildpferd mit rot glühenden Augen dar und ist ein Werk des amerikanischen Bildhauers Luis Jiménez, der bei einem Unfall von einem der drei Teile der Skulptur erschlagen wurde. Der Boden der Großen Halle wurde von der indigenen Künstlerin Jaune Quick-to-See Smith gestaltet. Im Rahmen des Great Hall Projektes mussten einige der Kunstobjekte vorübergehend entfernt werden.

## Verschwörungstheorien
Vor allem die auffälligen Kunstobjekte, aber auch weitere Gegebenheiten führten zu populären Verschwörungstheorien. So existiert beispielsweise eine Gedenktafel, durch die auf die Beteiligung einer gewissen New World Airport Commission an der Finanzierung des Flughafens hingewiesen wird. Über diese Organisation gibt es nahezu keine Informationen, außerdem ruft die Namenswahl bei vielen Menschen Assoziationen zur New World Order hervor. 2019 nahm der Flughafenbetreiber Umbaumaßnahmen zum Anlass, eine Reihe von Informationstafeln aufzustellen, die einige der Theorien auf humoristische Art und Weise aufgreifen, ebenso geschieht dies über die offizielle Website.

## Filme
- Moderne Luftschlösser – (2): Flughafen Denver. Dokumentation, USA, Deutschland, 2007, 26 Min., Buch und Regie: Andrew Davies, André Schäfer, Produktion: ZDF